# IC 1941
IC 1941 — галактика типу *3 (потрійна зірка) у сузір'ї Телець.
Цей об'єкт міститься в оригінальній редакції індексного каталогу.